# Temporada da NFL de 1970
A Temporada de 1970 da NFL foi a 51ª temporada regular da National Football League, e a primeira temporada depois da fusão AFL-NFL.
A fusão forçou um realinhamento dos clubes das ligas. Como havia 16 times na NFL e 10 times na AFL, três times tiveram de mudar de conferência para que pudesse haver 13 times em cada lado. O Baltimore Colts, o Cleveland Browns e o Pittsburgh Steelers concordaram em se juntar a AFL para formar a American Football Conference (AFC). Os demais times da NFL formaram a National Football Conference (NFC). As conferências foram divididas em três divisões: Leste, Central e Oeste. As divisões do leste tinham cinco times; as outras quatro divisões tinham quatro times em cada. A discussão sobre o realinhamento das divisões foi tão confuso que em um momento chegaram a colocar os nomes dos times numa jarra para ver onde cada time ficaria.
O formato para a temporada foi definido da seguinte maneira:
- NFC East: Eagles, Redskins, Cowboys, Giants, Cardinals
- NFC Central: Packers, Bears, Vikings, Lions
- NFC West: Rams, 49ers, Saints, Falcons

- AFC East: Patriots, Jets, Colts, Bills, Dolphins
- AFC Central: Steelers, Browns, Bengals, Oilers
- AFC West: Broncos, Raiders, Chargers, Chiefs

Esse arrange manteria a maioria dos times da era pré-fusão em suas respectivas conferências (NFL na NFC e AFL na AFC). Pittsburgh, Cleveland e Baltimore foram para a AFC para balancear a liga. A NFL consistia anteriormente nas Conferências Eastern E Western. A conferência era formada por Philadelphia, Washington, New York, Pittsburgh, St. Louis, Dallas e Cleveland, e mais tarde por Green Bay, Minnesota, Detroit, Chicago, Los Angeles, Baltimore e San Francisco. Em 1967, foram formadas as divisões Capitol (Philadelphia, Washington, Dallas e o novo time de New Orleans), Century West (Green Bay, Minnesota, Detroit e Chicago), Century East (Cleveland, New York, Pittsburgh e St. Louis) e a Coastal (San Francisco, Atlanta, Los Angeles e Baltimore). Enquanto isso, a AFL nos seus 10 anos de existência tinha a conferência Eastern (New York, Boston, Buffalo, Kansas City e later Miami) e a conferência Western (Houston, Oakland, Denver, San Diego, e depois Cincinnati). O realinhamento das divisões em 1970 foi feita para preservar os antigos formatos, mantendo rivais tradicionais na mesma divisão. Também foi planejado expandir a liga com mais times mas isso só aconteceria em 1976, sete anos depois da fusão.
Os 26 times da liga começaram com um formato de playoff com oito jogos, quatro de cada conferência, que incluíam os três campeões das divisões e um time da repescagem (wild card), que era o melhor segundo colocado das divisões. A temporada terminou com os Colts derrotando o Dallas Cowboys por 16 a 13 no Super Bowl V, o primeiro Super Bowl jogado com a liga unificada. O jogo aconteceu no estádio Orange Bowl em Miami, este também foi o primeiro Super Bowl disputado em grama sintética.
Para televisionar os jogos, a nova Liga chamou a CBS e a NBC, que já tinham os direitos de transmissão da NFL e da AFL, respectivamente. Foi então decidido que a CBS televisionaria todos os jogos da NFC (incluindo os de playoff) enquanto a NBC transmitiria os jogos dos times da AFC. Nos jogos interconferências, a CBS transmitiria os jogos do time visitante se este foce da NFC e a NBC os jogos do time visitante quando este fosse da AFC. As duas redes de televisão também dividiram as transmissões do Super Bowl em um sistema de rotação.
Enquanto isso, estreou o Monday Night Football pela ABC em 21 de setembro de 1970, a liga se tornou o primeiro time de esportes profissionais dos Estados Unidos a ter uma série de jogos sendo transmitidos em todo território nacional no prime-time (horário nobre).
O primeiro jogo em casa do Chicago Bears da temporada foi contra o Philadelphia Eagles que jogou no Dyche Stadium, o estádio da Universidade de Northwestern como parte de um experimento. Antes dessa temporada, a liga exigiu que os Bears encontrassem um novo estádio com capacidade maior do que o estádio do time, o Wrigley Field, que era muito pequeno (antes da fusão, todos os estádios da liga tinham capacidade mínima de 50.000  pagantes). Depois, um acordo foi fechado para que o Dyche Stadium se tornasse estádio provisório dos Bears até que o novo Soldier Field foi inaugurado na temporada de 1971, que é o estádio do Bears até hoje.
Em 8 de novembro, o placekicker Tom Dempsey do New Orleans Saints chutou um field goal de 63 jardas (que ainda é o recorde da liga até a temporada de 2009) quando os Saints derrotaram o Detroit Lions por 19 a 17.
O Denver Broncos, o Detroit Lions e o Los Angeles Rams começaram a temporada com três vitórias em três jogos mas perderam na semana quatro. Esta seria a última vez que a NFL não teria ao menos um time com quatro vitórias em quatro jogos (4-0) até que na temporada de 2010 nenhum time na liga alcançou 4-0. Desses três times apenas o Lions iria para os playoffs depois de começar com 3-0.

## Mudança nas regras
- As regras da NFL se padronizaram em definitivo com a fusão das ligas; entre as mudanças foi a suspensão da conversão de dois pontos da AFL. Essa regra só seria reinstaurada na temporada de 1994.
- O relógio de marcação de tempo nos estádios passa a ser assumido como o tempo oficial de jogo pela liga, uma invenção da AFL.
- A partir desta temporada, só seria postada atrás das camisas dos jogadores os sobrenomes destes. A AFL adotava o primeiro nome nas camisas, mas a NFL pré-fusão não.

## Corrida pela divisão
De 1970 até 2002, haveria três divisões (Eastern, Central e Western) em cada conferência. O vencedor de cada divisão e um quarto time vindo do "wild card" (repescagem) iriam para os playoffs. O desempate seria o confronto direto, seguido por campanha contra adversários da mesma divisão, adversários em comum e da conferência.
O New York Giants perdeu o último jogoda temporada regular. Se eles tivessem ganhado o jogo, eles teriam ficado em primeiro lugar empatado na divisão NFC East e por consequência ganho a divisão no desempate; então, o desempate levou a uma disputa entre Dallas e Detroit pelo wild card na NFC.

### National Football Conference
| Semana | Eastern      |        | Central   |        | Western        |        | Repescagem    |        |
| ------ | ------------ | ------ | --------- | ------ | -------------- | ------ | ------------- | ------ |
| 1      | DALLAS       | 1-0-0  | 3 times   | 1-0-0  | 3 times        | 1-0-0  | 4 times       | 1-0-0  |
| 2      | DALLAS       | 2-0-0  | 3 times   | 2-0-0  | 2 times        | 2-0-0  | 3 times       | 2-0-0  |
| 3      | ST. LOUIS*   | 2-1-0  | DETROIT   | 3-0-0  | LOS ANGELES    | 3-0-0  | 6 times       | 2-1-0  |
| 4      | ST. LOUIS*   | 3-1-0  | DETROIT*  | 3-1-0  | SAN FRANCISCO* | 3-1-0  | 4 times       | 3-1-0  |
| 5      | ST. LOUIS    | 4-1-0  | DETROIT*  | 4-1-0  | LOS ANGELES    | 4-1-0  | MINNESOTA     | 4-1-0  |
| 6      | ST. LOUIS*   | 4-2-0  | DETROIT*  | 5-1-0  | SAN FRANCISCO  | 4-1-1  | MINNESOTA     | 5-1-0  |
| 7      | ST. LOUIS*   | 5-2-0  | MINNESOTA | 6-1-0  | SAN FRANCISCO  | 5-1-1  | 3 times       | 5-2-0  |
| 8      | ST. LOUIS    | 6-2-0  | MINNESOTA | 7-1-0  | SAN FRANCISCO  | 6-1-1  | LOS ANGELES   | 5-2-1  |
| 9      | ST. LOUIS    | 7-2-0  | MINNESOTA | 8-1-0  | SAN FRANCISCO  | 7-1-1  | N.Y. GIANTS   | 6-3-0  |
| 10     | ST. LOUIS    | 7-2-1  | MINNESOTA | 9-1-0  | SAN FRANCISCO  | 7-2-1  | LOS ANGELES   | 6-3-1  |
| 11     | ST. LOUIS    | 8-2-1  | MINNESOTA | 9-2-0  | LOS ANGELES*   | 7-3-1  | SAN FRANCISCO | 7-3-1  |
| 12     | ST. LOUIS    | 8-3-1  | MINNESOTA | 10-2-0 | LOS ANGELES*   | 8-3-1  | SAN FRANCISCO | 8-3-1  |
| 13     | N.Y. GIANTS* | 9-4-0  | MINNESOTA | 11-2-0 | SAN FRANCISCO  | 9-3-1  | DALLAS*       | 9-4-0  |
| 14     | DALLAS       | 10-4-0 | MINNESOTA | 12-2-0 | SAN FRANCISCO  | 10-3-1 | DETROIT       | 10-4-0 |

### American Football Conference
| Semana | Eastern    |        | Central    |       | Western  |       | Repescagem  |        |
| ------ | ---------- | ------ | ---------- | ----- | -------- | ----- | ----------- | ------ |
| 1      | 2 times    | 1-0-0  | 3 times    | 1-0-0 | DENVER   | 1-0-0 | 3 times     | 1-0-0  |
| 2      | 4 times    | 1-1-0  | 3 times    | 1-1-0 | DENVER   | 2-0-0 | 6 times     | 1-1-0  |
| 3      | BALTIMORE* | 2-1-0  | 2 times    | 2-1-0 | DENVER   | 3-0-0 | 2 times     | 2-1-0  |
| 4      | BALTIMORE* | 3-1-0  | CLEVELAND  | 3-1-0 | DENVER   | 3-1-0 | MIAMI       | 3-1-0  |
| 5      | BALTIMORE* | 4-1-0  | CLEVELAND  | 3-2-0 | DENVER   | 4-1-0 | MIAMI       | 4-1-0  |
| 6      | BALTIMORE  | 5-1-0  | CLEVELAND  | 4-2-0 | DENVER   | 4-2-0 | MIAMI       | 4-2-0  |
| 7      | BALTIMORE  | 6-1-0  | CLEVELAND  | 4-3-0 | OAKLAND  | 3-2-2 | DENVER      | 4-3-0  |
| 8      | BALTIMORE  | 7-1-0  | CLEVELAND* | 4-4-0 | OAKLAND  | 4-2-2 | KANSAS CITY | 4-3-1  |
| 9      | BALTIMORE  | 7-1-1  | CLEVELAND* | 4-5-0 | OAKLAND  | 5-2-2 | KANSAS CITY | 5-3-1  |
| 10     | BALTIMORE  | 7-2-1  | CLEVELAND  | 5-5-0 | OAKLAND  | 6-2-2 | KANSAS CITY | 5-3-2  |
| 11     | BALTIMORE  | 8-2-1  | CLEVELAND* | 5-6-0 | OAKLAND* | 6-3-2 | KANSAS CITY | 6-3-2  |
| 12     | BALTIMORE  | 9-2-1  | CLEVELAND* | 6-6-0 | OAKLAND* | 7-3-2 | KANSAS CITY | 7-3-2  |
| 13     | BALTIMORE  | 10-2-1 | CINCINNATI | 7-6-0 | OAKLAND  | 6-3-2 | MIAMI       | 9-4-0  |
| 14     | BALTIMORE  | 11-2-1 | CINCINNATI | 8-6-0 | OAKLAND  | 8-4-2 | MIAMI       | 10-4-0 |

## Classificação
V = Vitórias, D = Derrotas, E = Empates, PCT = porcentagem de vitórias, PF= Pontos feitos, PS = Pontos sofridos
 x  - marca os times classificados pelo wild card (repescagem),  y  - marca os times que levaram o titulo de suas divisões
| AFC East             |    |    |   |      |     |     |
| Time                 | V  | D  | E | PCT  | PF  | PS  |
| y-Baltimore Colts    | 11 | 2  | 1 | .846 | 321 | 234 |
| x-Miami Dolphins     | 10 | 4  | 0 | .714 | 297 | 228 |
| New York Jets        | 4  | 10 | 0 | .286 | 255 | 286 |
| Buffalo Bills        | 3  | 10 | 1 | .231 | 204 | 337 |
| Boston Patriots      | 2  | 12 | 0 | .143 | 149 | 361 |
| AFC Central          |    |    |   |      |     |     |
| Time                 | V  | D  | E | PCT  | PF  | PS  |
| y-Cincinnati Bengals | 8  | 6  | 0 | .571 | 312 | 255 |
| Cleveland Browns     | 7  | 7  | 0 | .500 | 286 | 265 |
| Pittsburgh Steelers  | 5  | 9  | 0 | .357 | 210 | 272 |
| Houston Oilers       | 3  | 10 | 1 | .231 | 217 | 352 |
| AFC West             |    |    |   |      |     |     |
| Time                 | V  | D  | E | PCT  | PF  | PS  |
| y-Oakland Raiders    | 8  | 4  | 2 | .667 | 300 | 293 |
| Kansas City Chiefs   | 7  | 5  | 2 | .583 | 272 | 244 |
| San Diego Chargers   | 5  | 6  | 3 | .455 | 282 | 278 |
| Denver Broncos       | 5  | 8  | 1 | .385 | 253 | 264 |

| NFC East              |    |    |   |      |     |     |
| Time                  | V  | D  | E | PCT  | PF  | PS  |
| y-Dallas Cowboys      | 10 | 4  | 0 | .714 | 299 | 221 |
| New York Giants       | 9  | 5  | 0 | .643 | 301 | 270 |
| St. Louis Cardinals   | 8  | 5  | 1 | .615 | 325 | 228 |
| Washington Redskins   | 6  | 8  | 0 | .429 | 297 | 314 |
| Philadelphia Eagles   | 3  | 10 | 1 | .231 | 241 | 332 |
| NFC Central           |    |    |   |      |     |     |
| Time                  | V  | D  | E | PCT  | PF  | PS  |
| y-Minnesota Vikings   | 12 | 2  | 0 | .857 | 335 | 143 |
| x-Detroit Lions       | 10 | 4  | 0 | .714 | 347 | 202 |
| Green Bay Packers     | 6  | 8  | 0 | .429 | 196 | 293 |
| Chicago Bears         | 6  | 8  | 0 | .429 | 256 | 261 |
| NFC West              |    |    |   |      |     |     |
| Time                  | V  | D  | E | PCT  | PF  | PS  |
| y-San Francisco 49ers | 10 | 3  | 1 | .769 | 352 | 267 |
| Los Angeles Rams      | 9  | 4  | 1 | .692 | 325 | 202 |
| Atlanta Falcons       | 4  | 8  | 2 | .333 | 206 | 261 |
| New Orleans Saints    | 2  | 11 | 1 | .154 | 172 | 347 |

### Desempate
- Green Bay terminou à frente de Chicago na NFC Central baseado em uma melhor campanha dentro da divisão (2–4 contra 1–5 do Bears).

## Playoffs
|  | Divisional Playoffs                   | Divisional Playoffs          |                                   |    | Conf. Championship Games | Conf. Championship Games |  |  | Super Bowl V | Super Bowl V |
|  |                                       |                              |                                   |    |                          |                          |  |  |              |              |
|  | 27 de dezembro - Oakland Coliseum     |                              |                                   |    |                          |                          |  |  |              |              |
|  |                                       |                              |                                   |    |                          |                          |  |  |              |              |
|  | Miami Dolphins                        | 14                           |                                   |    |                          |                          |  |  |              |              |
|  | Miami Dolphins                        | 14                           | 3 de janeiro - Memorial Stadium   |    |                          |                          |  |  |              |              |
|  | Oakland Raiders                       | 21                           |                                   |    |                          |                          |  |  |              |              |
|  | Oakland Raiders                       | 21                           | Oakland Raiders                   | 17 |                          |                          |  |  |              |              |
|  | 26 de dezembro - Memorial Stadium     |                              | Oakland Raiders                   | 17 |                          |                          |  |  |              |              |
|  |                                       | Baltimore Colts              | 27                                |    |                          |                          |  |  |              |              |
|  | Cincinnati Bengals                    | Baltimore Colts              | 27                                | 0  |                          |                          |  |  |              |              |
|  | Cincinnati Bengals                    |                              | 17 de janeiro – Miami Orange Bowl | 0  |                          |                          |  |  |              |              |
|  | Baltimore Colts                       | 17                           |                                   |    |                          |                          |  |  |              |              |
|  | Baltimore Colts                       | 17                           | Baltimore Colts                   | 16 |                          |                          |  |  |              |              |
|  | 26 de dezembro - Cotton Bowl          |                              | Baltimore Colts                   | 16 |                          |                          |  |  |              |              |
|  |                                       | Dallas Cowboys               | 13                                |    |                          |                          |  |  |              |              |
|  | Detroit Lions                         | Dallas Cowboys               | 13                                | 0  |                          |                          |  |  |              |              |
|  | Detroit Lions                         | 3 de janeiro - Kezar Stadium |                                   | 0  |                          |                          |  |  |              |              |
|  | Dallas Cowboys                        | 5                            |                                   |    |                          |                          |  |  |              |              |
|  | Dallas Cowboys                        | 5                            | Dallas Cowboys                    | 17 |                          |                          |  |  |              |              |
|  | 27 de dezembro - Metropolitan Stadium |                              | Dallas Cowboys                    | 17 |                          |                          |  |  |              |              |
|  |                                       | San Francisco 49ers          | 10                                |    |                          |                          |  |  |              |              |
|  | San Francisco 49ers                   | San Francisco 49ers          | 10                                | 17 |                          |                          |  |  |              |              |
|  | San Francisco 49ers                   |                              |                                   | 17 |                          |                          |  |  |              |              |
|  | Minnesota Vikings                     | 14                           |                                   |    |                          |                          |  |  |              |              |
|  | Minnesota Vikings                     | 14                           |                                   |    |                          |                          |  |  |              |              |